# Najac
Najac és un municipi del departament francès de l'Avairon, a la regió d'Occitània. Limita al nord-oest amb Castanet, al nord amb Monteils, al nord-est amb Sanvensa, a l'oest amb Ginals, a l'est amb La Fouillade, al sud-oest amb Verfeil, al sud amb Laguépie i al sud-est amb Saint-André-de-Najac. Aquest municipi pertany a l'associació Els pobles més bonics de França.

## Demografia
| Evolució de la població Cassini |       |       |       |       |       |       |       |       |
| 1793                            | 1800  | 1806  | 1821  | 1831  | 1836  | 1841  | 1846  | 1851  |
| 2.029                           | 2.181 | 2.157 | 2.251 | 2.417 | 2.201 | 2.070 | 2.130 | 2.189 |

| 1856  | 1861  | 1866  | 1872  | 1876  | 1881  | 1886  | 1891  | 1896  |
| ----- | ----- | ----- | ----- | ----- | ----- | ----- | ----- | ----- |
| 2.388 | 2.406 | 2.415 | 2.455 | 2.266 | 2.040 | 2.029 | 1.870 | 1.771 |

| 1901  | 1906  | 1911  | 1921  | 1926  | 1931  | 1936  | 1946 | 1954 |
| ----- | ----- | ----- | ----- | ----- | ----- | ----- | ---- | ---- |
| 1.660 | 1.623 | 1.515 | 1.246 | 1.207 | 1.138 | 1.098 | 996  | 825  |

| 1962 | 1968  | 1975 | 1982 | 1990 | 1999 | 2006 | 2011 | 2016 |
| ---- | ----- | ---- | ---- | ---- | ---- | ---- | ---- | ---- |
| 767  | 1.029 | 928  | 818  | 766  | 744  | 756  | -    | -    |

| 2019 | - | - | - | - | - | - | - | - |
| ---- | - | - | - | - | - | - | - | - |
| -    | - | - | - | - | - | - | - | - |

## Administració
| Període   | Identitat         | Partit |
| --------- | ----------------- | ------ |
| 1944-1953 | Georges Bories    |        |
| 1953-1965 | Jean Laroussinie  |        |
| 1965-2008 | Hubert Bouyssière | UMP    |
| 2008-     | Raymond Rébellac  |        |